# Trofeu de les Nacions de motocròs
El Trofeu de les Nacions de motocròs, conegut tradicionalment com a Trophée des Nations (en francès), fou una prova internacional de motocròs per equips que es disputà entre 1961 i 1984. La prova es reservava a motocicletes de 250 cc i era el complement del Motocròs de les Nacions (en vigor des de 1947 i destinat a motos de 500 cc), disputant-se anualment una setmana abans que aquest, cap al setembre.
El Trofeu de les Nacions fou instaurat per la FIM el 1961, un any abans que el Campionat del Món de motocròs d'aquesta cilindrada i, més endavant, s'instaurà també la Coupe des Nations per a motos de 125 cc (durà de 1981 a 1984). El 1985, la FIM va presentar un nou format que combinava els tres trofeus en un de sol, aplegant tres categories (125, 250 i 500 cc) amb un corredor de cadascuna i tres curses per trofeu (125/500, 125/250 i 250/500), de manera que tots poguessin competir entre si.

## Història de la competició
Les primeres edicions del Trofeu les varen guanyar els suecs, després de dos èxits inicials del Regne Unit. Més tard, Bèlgica va conquerir tots els títols de 1969 fins a 1980 excepte un (Rússia, 1979), poc abans de començar el domini nord-americà.
L'equip nord-americà va arribar a Lommel, Bèlgica, el setembre de 1981 per al Trophée des Nations, amb quatre pilots d'Honda, dirigits pel belga 5 vegades campió del món, Roger de Coster. Danny Laporte, Chuck Sun, Johnny O'Mara i Donnie Hansen van guanyar amb diferència, i una setmana més tard van tornar a guanyar al Motocross des Nations a Bielstein, Alemanya. L'equip va anar canviant any rere any, però tot continuà igual. L'equip de De Coster aconseguí vuit victòries (quatre a cadascun dels dos torneigs) en quatre anys.
El 1980, la FIM va decidir introduir l'any següent un trofeu per a un tercer equip amb motos de 125 cc: la Coupe des Nations. El 1985 entrà en vigor el nou format de curses en tres cilindrades (500, 250 i 125 cc), desapareixent el Trophée i la Coupe.

## Llista de guanyadors
| Any  | Guanyador                            | Pilots                                                                       | Circuit                              |
| ---- | ------------------------------------ | ---------------------------------------------------------------------------- | ------------------------------------ |
| 1961 | Regne Unit                           | Dave Bickers / Arthur Lampkin / Jeff Smith                                   | Itàlia: Avigliana                    |
| 1962 | Regne Unit                           | Dave Bickers / Arthur Lampkin / Jeff Smith                                   | Regne Unit: Ipswich                  |
| 1963 | Suècia                               | Lars Forberg / Torsten Hallman / Cenneth Lööf                                | Bèlgica: Loppem                      |
| 1964 | Suècia                               | Torsten Hallman / Åke Jonsson / Olle Pettersson                              | Països Baixos: Markelo               |
| 1965 | Cancel·lat pel mal estat del circuit | Cancel·lat pel mal estat del circuit                                         | Cancel·lat pel mal estat del circuit |
| 1966 | Suècia                               | Torsten Hallman / Åke Törnblom / Olle Pettersson / Åke Jonsson               | Regne Unit: Brands Hatch             |
| 1967 | Suècia                               | Staffan Eneqvist / Torsten Hallman / Olle Pettersson / Åke Jonsson           | Txecoslovàquia: Holice               |
| 1968 | Suècia                               | Bengt Åberg / Bengt-Arne Bonn / Christer Hammargren                          | Suïssa: Payerne                      |
| 1969 | Bèlgica                              | Roger De Coster / Sylvain Geboers / Joël Robert                              | Bèlgica: Kester                      |
| 1970 | Bèlgica                              | Roger De Coster / Sylvain Geboers / Joël Robert                              | Suècia: Knutstorp                    |
| 1971 | Bèlgica                              | Roger De Coster / Sylvain Geboers / Jaak van Velthoven                       | Txecoslovàquia: Holice               |
| 1972 | Bèlgica                              | Roger De Coster / Joël Robert / Jaak van Velthoven / Marcel Wiertz           | Bèlgica: Genk                        |
| 1973 | Bèlgica                              | Roger De Coster / Sylvain Geboers / Jaak van Velthoven / Jean-Claude Laquaye | Regne Unit: Donington Park           |
| 1974 | Bèlgica                              | Roger De Coster / Gaston Rahier / Jaak van Velthoven / Harry Everts          | França: Vesoul                       |
| 1975 | Bèlgica                              | Roger De Coster / Gaston Rahier / Jaak van Velthoven / Harry Everts          | Itàlia: Maggiora                     |
| 1976 | Bèlgica                              | Roger De Coster / Gaston Rahier / Jaak van Velthoven / Harry Everts          | Suïssa: Wohlen                       |
| 1977 | Bèlgica                              | Roger De Coster / André Malherbe / Jaak van Velthoven / Harry Everts         | Països Baixos: Markelo               |
| 1978 | Bèlgica                              | Roger De Coster / Gaston Rahier / Jaak van Velthoven / Harry Everts          | Bèlgica: Kester                      |
| 1979 | Unió Soviètica                       | Guennadi Moisséiev / Vladímir Kàvinov / Valery Korneev / Yuri Khudiakov      | Suècia: Estocolm                     |
| 1980 | Bèlgica                              | Georges Jobé / André Malherbe / André Vromans / Harry Everts                 | Itàlia: Maggiora                     |
| 1981 | Estats Units                         | Danny Laporte / Chuck Sun / Johnny O'Mara / Donnie Hansen                    | Bèlgica: Lommel                      |
| 1982 | Estats Units                         | David Bailey / Johnny O'Mara / Danny Chandler / Jim Gibson                   | Suïssa: Wohlen                       |
| 1983 | Estats Units                         | David Bailey / Mark Barnett / Broc Glover / Jeff Ward                        | Txecoslovàquia: Povaska Bystrica     |
| 1984 | Estats Units                         | Broc Glover / Johnny O'Mara / Jeff Ward / Rick Johnson                       | Suècia: Varberg                      |

### Total de victòries per equips
| Equip (*)      | Victòries |
| -------------- | --------- |
| Bèlgica        | 11        |
| Suècia         | 5         |
| Estats Units   | 4         |
| Regne Unit     | 2         |
| Unió Soviètica | 1         |
| Total          | 23        |